# 地図博物館
地図博物館（ちずはくぶつかん）は、大韓民国国土交通部国土地理情報院が設立・運営している国立博物館である。京畿道水原市霊通区遠川洞にある。

## 展示テーマ

### 第1館 中央ホール
地図博物館の象徴である大型地球模型と衛星モデルが展示してあり、博物館を訪問する観覧客に地球と測量技術に対する好奇心と関心を刺激するホールとなっている。

### 第2館 歴史館
地図の起源や金正浩が製作した大東輿地図、そして国土地理情報院製作の現代地図に至るまで、国内の地図発達過程と世界地図の変遷が分かるように、様々な遺物とグラフィックパネル映像で展示している。

### 第3館 現代館
地図製作体験場、地理情報システムと生活、国土地理情報院などをグラフィックパネルで説明。朝鮮半島眺望旅行や自動車のナビゲーションシステムなどのシミュレーション装置による体験学習と広報映像物を展示。航空写真や各種の測量装置、及び地図製作の関連機器を展示している。

### 第4館 屋外展示場
韓国の地図製作の先駆者である金正浩の銅像があり、世界位置の基準であるグリニッジ天文台から韓国の場所の基準を示した経度原点、GPS観測施設、各種測量施設模型を展示している。

## 観覧案内

### 開館時間
- 10:00 ~ 17:00
- 16時まで入館可能
- 年中無休(土日祝日もオープン)

### 入場料
- 無料

### 収容人数
- 100人/1回 (1日3回)

### 団体観覧申込
- インターネット受付